# Taveuni
Taveuni is een eiland van de Vanua Levugroep in Fiji. Het is 435 km² groot en het hoogste punt is 1241 m. De theoretische datumgrens, 180°OL of WL, loopt door dit eiland heen. In de praktijk ligt de datumgrens om praktische redenen meer oostelijk. Toch ligt er een zichtbare lijn, die vooral de functie van toeristische trekpleister heeft. Een toerist kan met zijn ene been op maandag en zijn ander op dinsdag staan.
De volgende zoogdieren komen er voor:
- Wild zwijn (Sus scrofa) (geïntroduceerd)
- Fijiapenkopvleermuis (Mirimiri acrodonta) (endemisch)
- Notopteris macdonaldi
- Pteropus samoensis
- Tongavleerhond (Pteropus tonganus) (geïntroduceerd)
- Chaerephon bregullae
- Emballonura semicaudata (onzeker)

Ten oosten van Thurston Point liggen de eilanden Qamea, Laucala en Matagi.